# Węgorz ryżowy
Węgorz ryżowy (Monopterus albus) – gatunek ryby z rodziny szczelinowatych (Synbranchidae). Zamieszkuje tereny Azji, w większości Chiny. Nie jest zagrożony wyginięciem, w niektórych częściach świata uznawany za gatunek inwazyjny (np. na Hawajach), zagrażający niektórym gatunkom. Ryba hodowana zarówno w akwariach, jak i sprzedawana jako ryba konsumpcyjna.

## Taksonomia
Węgorza ryżowego opisał rosyjski zoolog Wasilij Zujew w 1793 roku. Nadał gatunkowi nazwę Muraena alba. Autor początkowo twierdził, że ten gatunek należy do węgorzokształtnych (Anguiformes). Obecnie razem z długonosowatymi (Mastacembelidae) oraz Chaudhuriidae węgorz ryżowy należy do rzędu szczelinokształnych (Synbranchiformes) i rodziny szczelinowatych (Synbranchidae). Wcześniej szczelinokształtne pełniły formę podrzędu w rzędzie okoniokształtnych (Perciformes), obecnie jednak posiadają rangę rzędu. 

### Etymologia
- Monopterus = od mono – pojedynczy i pteros – skrzydło, płetwa[5]
- albus = biały, biel[7]

### Pozycja systematyczna
Chińscy naukowcy zbadali rRNA węgorza ryżowego. Okazuje się, że ryby z Chin, Ryukyu i Azji południowo-wschodniej różnią się zarówno pod względem kodu genetycznego, jak i zachowaniami rozrodczymi. Być może sam węgorz ryżowy dzieli się na trzy populacje lub trzy odrębne gatunki, a M. albus tworzy klad reprezentujący go, jak i te trzy niepewne taksonomicznie gatunki. Niektórzy sądzą inaczej – od tej ryby wywodzi się aż pięć linii ewolucyjnych (podczas badań nazwano je A, B, C, D, E). Linia „A” najprawdopodobniej pochodzi z Tajwanu, a do linii rozwojowej „C” należało większość osobników badanych, sądzi się, że ta linia jest najbardziej rozszerzona na swoim terenie występowania. Potwierdza to liczba haplotypów u badanych węgorzy ryżowych. 
Co ciekawe niedawno odkryto pewien szczep (odmianę barwną) tej ryby. Ma on kolor żółtawy, a na jego ciele występują liczne ciemne cętki. Obecnie jest częściej hodowana przez hodowców, wyróżnia się na tle innych ryb swą płodnością. 
Z badań regionu kontrolnego i chromosomów wynika, że gatunek ten oddzielił się od długonosowatych 49,9 mln lat temu, a geny na przestrzeni ewolucji jedynie lekko się zmieniły, aby dostosować się czynników środowiskowych, jakie panują na obszarze występowania ryby.   

## Występowanie i środowisko
Występuje na terenach Azji, w Indiach, Chinach, Tajlandii, Japonii i innych azjatyckich wyspach. Zasiedla subtropikalne oraz tropikalne tereny Azji, zbiorniki takie jak jeziora, pola ryżowe, rzeki, kanały, rowy melioracyjne, strumyki i inne płytkie zbiorniki. Gatunek ten zasiedla wody wolno płynące (bardziej stojące), ubogie w tlen. Ryba ta potrafi bowiem oddychać powietrzem atmosferycznym, potrafi także całkiem dobrze poruszać (wić) się po lądzie. Wymiana gazowa na lądzie powstaje w wyniku pobierania tlenu przez komórki skóry (szczególnie w okolicach skrzeli i policzków). Z powodu swej plastyczności został zawleczony na Hawaje, gdzie obecnie jest bardzo poważnym szkodnikiem.

## Morfologia
Długość ciała od 40 do 100 cm. Ciało długie, powyginane, koloru ciemnego. Ciało nie posiada łusek, zamiast tego skórę, którą okrywa duża warstwa śluzu. Głowa jest mocno zaokrąglona. Płetwy są mocno zredukowane, wręcz niewidoczne; piersiowe i brzuszne są całkowicie zredukowane, zaś ogonowa i odbytowa słabo widoczna. Cechą odróżniającą ten gatunek od innych ryb jest położenie skrzeli – są V-kształtne, położone na brodzie, nie po bokach głowy jak w przypadku innych ryb doskonałokostnych.

## Ekologia
Węgorz ryżowy odżywia się dużymi bezkręgowcami, rybami i płazami.
Tarło odbywa się w płytkiej wodzie, w marcu i wrześniu (na jeden rok przypadają dwa tarła). Samiec buduje pieniste gniazdo w płytkiej wodzie i zwabia samice, następnie dochodzi do tarła. Na jedną samicę może przypadać 589 ziarn ikry, czasem więcej. W jajnikach samicy rozwijają się jaja, które czasem są w różnych stadiach rozwoju. Rozwój gonad składa się z 6 etapów, etap nie jest jednolity. Wyklute larwy mają zdolność do zmiany płci; z czasem samice mogą zamienić się w samce.

W jednym z badań samice były karmione smalcem oraz olejami (rybimi i lnianymi). W zależności od diety, lęg był większy lub zwiększała się przeżywalność larw.

## Relacje z ludźmi
Pomimo podłużnego kształtu i śliskiej skóry nie wygląda raczej na rybę konsumpcyjną. Jest to jednak bardzo ceniona ryba w swej ojczyźnie, często jest zjadana przez miejscową ludność, która uważa tą rybę za pożywną i smaczną. Hodowla tej ryby nie uchodzi za trudną ani drogą, azjatyccy farmerzy często przechowują te ryby na zalanych polach ryżowych. Chińczycy tak związali się z tym stworzeniem, że często chińscy emigranci zabierali te ryby ze sobą na obczyznę. Ponadto, ryba jest używana także w medycynie chińskiej oraz w laboratoriach. Hodowana czasem jako ryba akwariowa.
Zwierzę to jest nosicielem nicienia z gatunku Gnathostoma spinigerum. Niedogotowane lub niedobrze przyrządzone mięso może zawierać te pasożyty, które mogą zaatakować organizm ludzki i wywołać chorobę zwaną gnathostomiasis. Choroba ta może być niekiedy śmiertelna dla człowieka.

## Status
Międzynarodowa Unia Ochrony Przyrody (IUCN) uznaje węgorza ryżowego za gatunek najmniejszej troski (LC – Least Concern), ze względu na duży zasięg występowania i swą plastyczność. Liczebność populacji nie jest znana, podobnie jak jej trend, ale ryba ta jest stosunkowo liczna.